# 新界區專線小巴55K線
新界區專線小巴55K線，由馬亞木旗下金運營辦，來往上水站及沙頭角（順隆街），途經聯和墟。本線另設來往鹿頸及沙頭角和上水及聯和墟的區間車，以及沙頭角往上水站的經龍山隧道的特快班次。

## 歷史及現況
本線為沙頭角、沙頭角公路沿線居民和聯和墟居民提供來往上水的服務，是1984年2月1日運輸署公開招標的11組共20條專線小巴路線之一（與往來鹿頸的56K列作同一組）。不過，原行走區內的公共小巴司機曾參與競投此組路線，惟未獲接納。因不滿由他區人士接手經營北區區內線，曾於同年7月7日早上至下午一時發起近40輛小巴罷駛，再於7月24日發起約50輛小巴罷駛，要求開放更多禁區範圍讓其營業。運輸署最後同意公共小巴可駛至沙頭角漁民子弟學校和坪洋，事件暫時解決。
1984年8月21日，本線前身55線投入服務，來往上水（新發街）及沙頭角順興街（沙頭角邨）。但當日下午，公共小巴司機又發起慢駛，抗議運輸處未有兌現承諾在沙頭角及坪洋設置小巴站，又讓專線小巴提早兩天啟行，結果其中五人因阻街而被警方拘捕。
1988年1月29日，本路線編號改為55K，上水總站遷往上水火車站小巴總站；翌年，沙頭角總站遷往順隆街以西的巴士總站。
2011年9月25日，本路線往沙頭角方向不經聯興街、和隆街及聯盛街，而原有位於和隆街的中途站則遷往和泰街35-37號對出。
2015年10月18日，本線更改行車路線：
- 往沙頭角方向過粉嶺樓路後，改經和睦路，不再途經和泰街，並於和睦路粉嶺樓路遊樂場外增設分站。
- 往上水站方向，過聯安街後，改經和睦路，不再途經聯和道一帶，並於和睦路海聯廣場及粉嶺樓路粉嶺禮賢會中學增設分站；以及駛至馬會道與龍琛路交界時，改經龍琛路，不再途經符興街及新發街，並於龍琛路龍豐花園增設分站。

2019年5月27日，配合香園圍公路通車，此線增設特快班次，於星期一至五（公眾假期除外）07:30及08:00由沙頭角往上水站，經龍山隧道及粉嶺公路。

## 服務時間及班次
- 每日上水開：04:30-00:55（4-10分鐘一班）
- 每日沙頭角開：04:50-00:30（4-10分鐘一班）

特別班次
- 沙頭角開：星期一至五07:30、08:00，公眾假期除外

## 行車路線
- 沙頭角開途經：順隆街、沙頭角公路、馬適路、和泰街、和滿街、聯和墟總站、和滿街、聯安街、沙頭角公路–龍躍頭段、馬會道、龍琛路及龍運街。

- 上水站開途經：新運路、龍琛路、馬會道、沙頭角公路–龍躍頭段、粉嶺樓路、和睦路、和泰街、和滿街、聯和墟總站、和滿街、聯安街、沙頭角公路及順隆街。

平日早上特快班次
- 沙頭角開途經：順隆街、沙頭角公路、龍山隧道、粉嶺公路、掃管埔路、馬會道、龍琛路及龍運街。

## 車費
- 全程：$10.3
- 上水站來往聯和墟總站：$4.5
- 上水站來往坪輋路：$5.9
- 上水站來往萬屋邊：$7.2
- 上水站來往鹿頸路：$8.7
- 粉嶺浸信會往鹿頸路：$7.2
- 粉嶺浸信會往沙頭角：$8.7
- 聯盛街往坪輋路：$5.3
- 聯盛街往鹿頸路：$5.9
- 聯盛街往沙頭角：$7.2
- 坪輋路來往上禾坑：$5.3
- 坪輋路來往沙頭角：$5.9
- 馬尾下來往鹿頸路：$5.3
- 鹿頸路來往沙頭角：$4.5
- 沙頭角往聯和墟總站：7.2
- 沙頭角往上水警署：$8.7
- 鹿頸路往聯和市場：$5.9
- 鹿頸路往上水警署：$7.2
- 坪輋路往聯和市場：$5.3